# Скарио (Салерно)
Скарио (итал. Scario) је насеље у Италији у округу Салерно, региону Кампанија.
Према процени из 2011. у насељу је живело 1124 становника. Насеље се налази на надморској висини од 197 м.